# Paolo Conte (album 1975)
Paolo Conte è il secondo album dell'omonimo cantautore.

## Descrizione
A un anno di distanza dal primo 33 giri, Paolo Conte ne incide un secondo, ancora omonimo, e sempre curato da Lilli Greco per la produzione. Lo staff dell'album è lo stesso del precedente, e anche in questo caso la copertina riproduce un disegno del cantautore. Per questi motivi, comprese le strumentazioni ancora scarne e le registrazioni in presa diretta, questo secondo LP è considerato una sorta di omologo del primo.
Tutti i testi e le musiche sono di Paolo Conte. Le canzoni sono tutte nuove, anche se un brano, Genova per noi, era uscito poco prima nella versione di Bruno Lauzi (in un album dal titolo omonimo). Genova per noi diventerà in ogni caso un evergreen di Conte, che la riproporrà molto spesso dal vivo; famose anche La Topolino amaranto, Chi siamo noi? e Avanti, bionda, di cui vengono inserite due versioni differenti, rispettivamente in apertura e chiusura del disco.
Da ricordare poi La ricostruzione del Mocambo, prosieguo di Sono qui con te sempre più solo nel primo disco, e ad essa strettamente simile, oltre che nei temi trattati (è il secondo capitolo della cosiddetta "saga del Mocambo"), anche nell'arrangiamento e nel testo.
L'album è stato registrato negli studi Format di Torino, di proprietà del maestro Happy Ruggiero; Ruggiero è quindi anche tecnico del suono, con Giancarlo Fracasso e Danilo Pennone.
Tra i musicisti spiccano, oltre allo stesso Pennone (chitarrista in uno dei più noti gruppi beat torinesi, I Ragazzi del Sole), anche il sassofonista venariese Walter Negri, proveniente dai Living Life, Marcello "Spooky" Quartarone dei Circus 2000, impegnato al sitar, i batteristi Armandino Atzori e Louis Atzori, figlio di Armandino e anch'egli nei Ragazzi del Sole. Ritroviamo poi il Duo Fasano nelle vesti di coriste per La ricostruzione del Mocambo.
Anche questo album non conobbe un grande riscontro commerciale, tuttavia molte delle canzoni contenute diventarono, come si è detto, tra le più note dell'avvocato astigiano, e negli anni sono state incise anche da altri interpreti.
Nel 1988 l'album è stato ristampato in CD.

## Tracce
Lato A
1. Avanti, bionda - 2:43
2. Chi siamo noi - 3:57
3. La ricostruzione del Mocambo - 3:04
4. La Topolino amaranto - 2:47
5. Pittori della domenica - 3:36
6. Naufragio a Milano - 3:30

Lato B
1. Tango - 3:22
2. Genova per noi - 2:53
3. Per ogni cinquantennio - 3:04
4. Luna di marmellata - 3:30
5. Avanti, bionda (ripresa) - 3:36

## Musicisti
Nel retro di copertina dell'album i musicisti sono in realtà suddivisi canzone per canzone; per motivi di comodità sono stati qui invece riportati tutti insieme
- Paolo Conte: voce, pianoforte, eminent in Pittori della domenica
- Armandino Atzori: batteria in Avanti bionda, Chi siamo noi?
- Louis Atzori: batteria in La Topolino amaranto, Tango e Per ogni cinquantennio
- Fiore Magnone: batteria in La ricostruzione del Mocambo
- Pino Ruga: chitarra in La ricostruzione del Mocambo
- Raimondo Giansereno: chitarra in Tango
- Danilo Pennone: basso in La Topolino amaranto, Per ogni cinquantennio e Luna di marmellata, chitarra in Genova per noi e Luna di marmellata
- Happy Ruggiero: carillon in Avanti, bionda (prima versione)
- Marcello "Spooky" Quartarone: sitar in Genova per noi
- Giancarlo Fracasso: percussioni in Luna di marmellata
- Nando Francia: fisarmonica in Avanti bionda, Chi siamo noi?, La Topolino amaranto, Naufragio a Milano e Tango
- Walter Negri: sax soprano in Avanti bionda (seconda versione)
- Beppe Bazzano: sax alto in Avanti bionda(prima versione) e Chi siamo noi?
- Silvano Morra: clarinetto in La ricostruzione del Mocambo
- Giulio Malvicino: viola in Pittori della domenica e Luna di marmellata
- Giuseppe Dalbianco: violoncello in Pittori della domenica e Luna di marmellata
- Adriano Crotta: violino in Pittori della domenica e Luna di marmellata
- Giuseppe Artioli: violino in Pittori della domenica e Luna di marmellata
- Harry's Big Band: fiati in Luna di marmellata
- Duo Fasano: cori in La ricostruzione del Mocambo

## Cover
- Avanti, bionda: Nada (album Nada, 1977), con il titolo abbreviato in Avanti;
- La Topolino amaranto: Francesco De Gregori (riproposta solo nei concerti, non ne esistono versioni ufficiali, salvo quelle uscite in bootleg);
- Genova per noi: Enzo Jannacci (album E allora...concerto, 1981);
- Per ogni cinquantennio: Gipo Farassino,(album Per la mia gente, 1977), Nanni Svampa (album Riflusso riflesso, 1980)